# Fukuoka Dome
Fukuoka Dome (福岡ドーム Fukuoka Dōmu), também conhecido como PayPay Dome (ペイペイドーム Peipeidōmu), é um é um estádio de beisebol, localizado em Chūō-ku, Fukuoka, Japão. Construído em 1993, possui capacidade de acomodar 38.561 espectadores. Com um diâmetro de 216 metros, o Fukuoka Dome é a maior cúpula geodésica do mundo. Este é o primeiro estádio do Japão construído com um telhado retrátil. Em 2005, o Yahoo! Japan, uma das empresas subsidiárias da SoftBank, adquiriu os direitos de nomeação do estádio, rebatizando-o de Fukuoka Yahoo! Japan Dome (福岡Yahoo! JAPANドーム Fukuoka Yafū Japan Dōmu)  ou abreviado como Yahoo Dome (ヤフードーム Yafū Dōmu). Em janeiro de 2013, o estádio foi renomeado novamente para Fukuoka Yafuoku! Dome (福岡 ヤフオク! ドーム Fukuoka Yafuoku Dōmu), em 30 de Outubro de 2019, foi definido que o estadio agora se chamaria PayPay Dome (ペイペイドーム Peipeidōmu) , em referencia ao serviço de pagamentos PayPay.
É casa do time de beisebol local Fukuoka SoftBank Hawks. O local também é frequentemente utilizado para apresentações musicais e outros eventos.

## Concertos internacionais

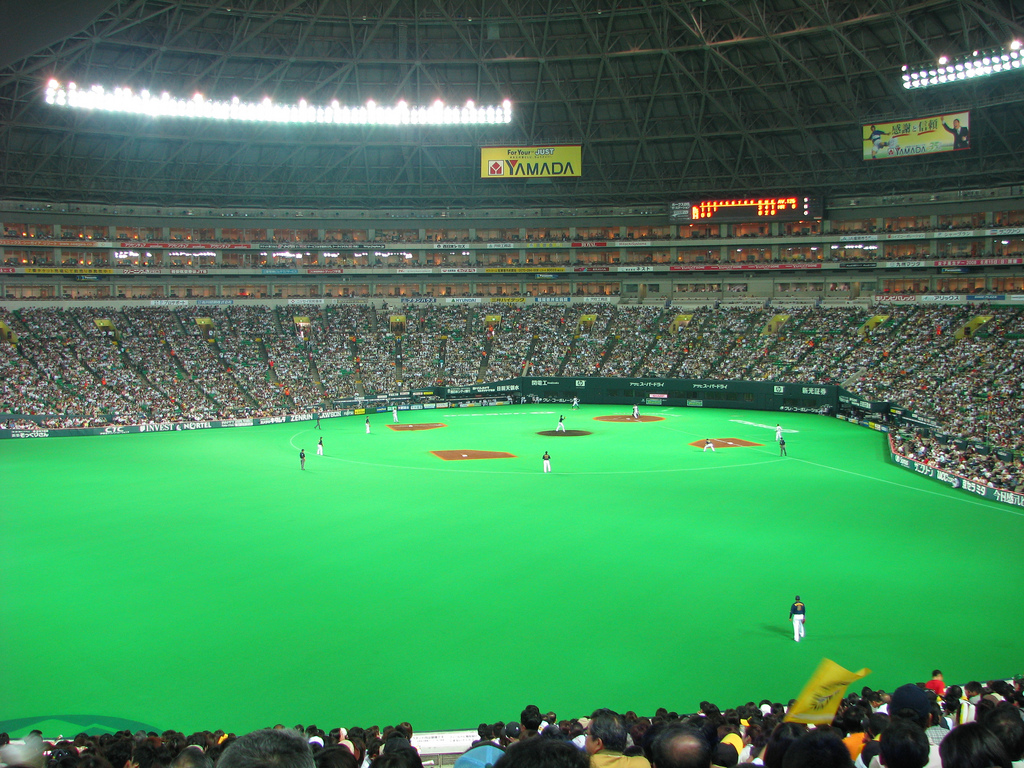
Interior do Fukuoka Dome.

O cantor estadunidense Michael Jackson se apresentou no estádio por quatro vezes em sua carreira como solista. As duas primeiras vezes, Jackson realizou dois concertos com lotação máxima por sua turnê Dangerous World Tour, em 10 e 11 de setembro de 1993, para um público total de 70.000 pessoas (35.000 por apresentação). A segunda e últimas duas vezes foram no ano de 1996, durante sua turnê subseqüente, HIStory World Tour, em 26 e 28 de dezembro, com dois concertos de lotação máxima para 80.000 pessoas (40.000 fãs por apresentação). A cantora Whitney Houston se apresentou no estádio em 22 de setembro de 1993, durante a sua The Bodyguard World Tour seguida de Madonna se apresentou três vezes no estádio. Os espetáculos aconteceram em 7, 8 e 9 de dezembro de 1993 durante a The Girlie Show World Tour.
Em 1994, o estádio recebeu os últimos concertos do cantor estadunidense Frank Sinatra, que ocorreram em 19 e 20 de dezembro. A banda inglesa The Rolling Stones se apresentaram em dois concertos no estádio, durante a sua Voodoo Lounge Tour em 22 e 23 de março de 1995. Mais tarde, a banda estadunidense Bon Jovi realizou um concerto em 13 de maio de 1995, durante a turnê These Days Tour.
Em 18 e 19 de setembro de 2000, o estádio hospedou L'Arc ~ en ~ Ciel como parte de sua turnê TOUR 2000 REAL. O grupo sul-coreano Super Junior realizou sua sexta turnê mundial, Super Show 6 no estádio, em 20 de dezembro de 2014 para um público de 52.874 pessoas. O grupo sul-coreano BIGBANG realizou apresentações no estádio durante cinco anos consecutivos, que iniciou-se com a Alive Galaxy Tour em 2012 e encerrou-se com a 0.TO.10 em 2016.